# Erioptera (Meterioptera) beninensis
Erioptera (Meterioptera) beninensis is een tweevleugelige uit de familie steltmuggen (Limoniidae). De soort komt voor in het Afrotropisch gebied.